# Popillia chlorion
Popillia chlorion – gatunek chrząszcza z rodziny poświętnikowatych, podrodziny rutelowatych i plemienia Anomalini.
Gatunek ten został opisany w 1838 roku przez Edwarda Newmana.
Ciało długości od 10 do 12 mm i szerokości od 6 do 7 mm, w obrysie szeroko i zbicie koliste, barwy metalicznie ciemnozielonej, niebiesko-czarnej lub miedzianej, czasem z ciemno krwiścieczerwonymi bokami pokryw. Głowa pomarszczona z ciemieniem silnie punktowanym, a nadustkiem szeroko zaokrąglonym, delikatnie pomarszczonym. Przedplecze gładkie i błyszczące, silnie wypukłe, drobno po bokach punktowane, opatrzone żółtawymi włoskami w zagłębieniach bocznych. Boki przedplecza z krawędziami tępo kanciastymi przed środkiem i prawie prostymi od tego miejsca ku ostrym kątom przednim i tępym tylnym. Rzędy pokryw, w liczbie pięciu na każdej, słabo zauważalne w wyniku ich nieregularnego pofałdowania. Bardzo szeroki międzyrząd okołoszwowy opatrzony jest grubymi punktami o nieregularnym rozmieszczeniu. Na każdej z pokryw duże, poprzeczne wgłębienie. Pygidium silniej po bokach niż pośrodku punktowane, opatrzone jest dwiema łatami włosków u nasady. Śródpiersie o wyrostku raczej długim i smukłym, zakrzywionym.
Chrząszcz orientalny, endemiczny dla Indii, znany z gór Nilgiri.